# Palazzo federale
Il Palazzo federale (ted. Bundeshaus, fr. Palais fédéral, romancio Palaz federal) è il luogo in cui si tengono le sedute dell'Assemblea federale e del Consiglio federale svizzeri. Si trova a Berna.

## Costruzione
L'edificio fu disegnato dall'architetto Hans Wilhelm Auer e venne inaugurato il 1º aprile 1902. Il costo totale fu di 7.198.000 franchi dell'epoca.
Le due stanze in cui si riuniscono rispettivamente il Consiglio nazionale e il Consiglio degli Stati sono separate dalla Sala della cupola. La cupola ha un'altezza esterna di 64 m e interna di 33. Il mosaico al centro rappresenta lo stemma federale con il motto in latino Unus pro omnibus, omnes pro uno ("Uno per tutti, tutti per uno"), circondato dagli stemmi dei 22 cantoni che esistevano nel 1902. Lo stemma del Canton Giura, istituito nel 1979, fu messo al di fuori del mosaico.